# Somogy vármegyei labdarúgó-bajnokság (első osztály)
A Somogy vármegyei első osztály (röviden: Vármegye I) a Somogy vármegyében zajló bajnokságok legmagasabb osztálya, országos szinten a negyedosztálynak felel meg. A sorozatot az MLSZ Somogy Vármegyei Igazgatósága (korábban Somogy Megyei Labdarúgó-szövetség, SLASZ) írja ki, s az első helyezettje feljut az NB III-as selejtezőbe, míg az utolsó kettő kiesik a vármegyei másodosztályba.

## Csapatok 2023/2024
2023/2024-ben az alábbi csapatok szerepelnek a bajnokságban:
| Csapat               | Település           |
| -------------------- | ------------------- |
| Balatoni Vasas SE    | Siófok              |
| Balatonkeresztúr KSK | Balatonkeresztúr    |
| Balatonlelle SE      | Balatonlelle        |
| FC Barcs             | Barcs               |
| Csurgói TK           | Csurgó              |
| SE Juta              | Juta                |
| Kadarkút KSK         | Kadarkút            |
| Kaposfüred SC        | Kaposvár-Kaposfüred |
| Marcali VFC          | Marcali             |
| Nagyatádi FC         | Nagyatád            |
| Nagybajomi AC        | Nagybajom           |
| Öreglaki MEDOSZ SE   | Öreglak             |
| Segesdi SE           | Segesd              |
| Somogysárd SE        | Somogysárd          |
| Tabi VSC             | Tab                 |
| Toponár SE           | Kaposvár-Toponár    |

## Média
A mérkőzésekről tudósítás, értékelések, nyilatkozatok a minden kedden megjelenő Somogy Sportja című újságban olvasható. A mérkőzések alakulásáról a Somogy Hírlap is beszámol, míg a Nemzeti Sport a Hátország mellékletében teszi közzé az eredményeket.

## Szponzoráció
A bajnokság főszponzora az ADAMA Hungary Zrt.

## Külső hivatkozások
- A Somogy Megyei Labdarúgó Szövetség honlapja
- Somogy Sportja
- Magyar Labdarúgó Szövetség Adatbankja